# Los chicos vienen cantando
Los chicos vienen cantando es una serie de televisión argentina emitida en el año 1996 por la pantalla de canal 9 de ese país y producida por Alejandro Romay. La serie contaba las historias de un grupo de niños que realizaban un programa de televisión, cumpliendo los roles de camarógrafo, director, productor, conductor, sonidista, etc, y de esa manera jugaban a ser mayores y mostraban aventuras e historias de amor vividas en un mundo sin adultos, estas historias eran entrelazadas con canciones interpretadas por los protagonistas de la serie y también por los Parchís argentinos que participaban del programa. 
De Argentina fue exportado a varios países de Latinoamérica.
Fue dirigida por Juan David Elicetche y Jorge Palaz y escrita por Rodolfo Mansilla y Melchor Mazzini.

## Reparto
Protagonistas:
- Matias Baglivo como Matías.
- Natalia Otero como Natalia.
- Carolina Valverde como Carolina.
- Natalia Lalli como Ximena.
- Leonardo Centeno como Miguelito.
- Gianfranco Di Menna como Gianfranco.
- Javier Santos como Joaquín.
- Jose Stallone como José".
- Adrián Barraza como Gastón.
- Mario Moscoso como Jose Volantazo.
- Gabriela Lapuyole como Bárbara.
- Antonella Mariani como Antonella.
- Emiliano Orgueira como Emiliano.
- Silvina Balangione como Carla.
- Carlos Pedevilla como Carlitos.

Parchís Argentinos:
- Sandra Abellón
- Julián Zucchi
- Valeria Díaz
- Matías Valverde
- Juan Pablo Kildoff

- Datos: Q5980705